# Fairmount (Maryland)
Fairmount és una concentració de població designada pel cens dels Estats Units a l'estat de Maryland. Segons el cens del 2000 tenia 537 habitants.

## Demografia
Segons el cens del 2000, Fairmount tenia 537 habitants, 206 habitatges, i 140 famílies. La densitat de població era de 16,4 habitants/km².
Dels 206 habitatges en un 27,7% hi vivien nens de menys de 18 anys, en un 51,5% hi vivien parelles casades, en un 9,7% dones solteres, i en un 32% no eren unitats familiars. En el 27,7% dels habitatges hi vivien persones soles el 15% de les quals corresponia a persones de 65 anys o més que vivien soles. El nombre mitjà de persones vivint en cada habitatge era de 2,61 i el nombre mitjà de persones que vivien en cada família era de 3,13.
Per edats la població es repartia de la següent manera: un 27,4% tenia menys de 18 anys, un 5,4% entre 18 i 24, un 26,4% entre 25 i 44, un 24,6% de 45 a 60 i un 16,2% 65 anys o més.
L'edat mediana era de 38 anys. Per cada 100 dones de 18 o més anys hi havia 97 homes.
La renda mediana per habitatge era de 24.185 $ i la renda mediana per família de 38.542 $. Els homes tenien una renda mediana de 26.146 $ mentre que les dones 21.786 $. La renda per capita de la població era de 18.494 $. Entorn del 20,8% de les famílies i el 22,5% de la població estaven per davall del llindar de pobresa.

## Poblacions més properes
El següent diagrama mostra les poblacions més properes.